# Wolfshöher Tonwerke
Wolfshöher Tonwerke GmbH & Co. KG (Вольфсхойер Тонверке ГмбХ & Ко. КГ) — немецкий производитель печного шамота для строительства каминов и печей, керамических труб для конструкций удаления продуктов сгорания, фасонных камней для печных и каминных топок. Компания является семейным предприятием в шестом поколении, насчитывает около 100 сотрудников, расположена в Нойнкирхен ам Занд недалеко от Нюрнберга (Германия).

## История
Wolfshöher Tonwerke GmbH & Co. KG (Вольфсхойер Тонверке ГмбХ & Ко. КГ) является старейшим производителем огнеупорных материалов в Германии. До основания компании огнеупорные камни, необходимые в большом количестве для строительства топочных устройств различного назначения,  поставлялись из Англии по очень высокой цене. Основатель компании Лоренц Вольф обнаружил в окрестностях Нюрнберга огнеупорную глину и в 1856 году  основал на холмах Роллхофен завод по производству шамота.
В 1878 руководство перешло к его сыну Георгу Вольфу. Он расширил семейный бизнес до современной промышленной компании. В 1911 году трое его сыновей: Лоренц, Якоб и Георг Вольф после завершения своего технического и коммерческого обучения, начали работать в компании и основали Wolfshöher Tonwerke GmbH.
Wolfshöher Tonwerke пережила две мировые войны и тяжелые послевоенные годы.  Хуберт Вольф, единственный оставшийся в живых из четвертого поколения, возглавил компанию в 1949 году. В середине 1960-х годов к нему присоединился его сын Георг Вольф, представитель пятого поколения. Вместе они значительно продвинули вперед процесс модернизации завода.
В начале 1988 года Хуберт Вольф отошел от управления из-за болезни и передал коммерческое управление Конраду Кюгелю. В сентябре 2007 года Георг Вольф передал управление своей дочери Ульрике Вольф. Конрад Кюгель и Ульрике Куча-Вольф продолжили модернизацию производства, расширили цеха, установили новые специальные машины.
В январе 2017 года компанию возглавили Каролин Кюгель и Аксель Вольф - два члена семьи из шестого поколения, которые продолжают управлять ею по настоящее время.

## Московское представительство
В 2009 году открылось представительство компании в Москве. 

## Продукция
- Огнеупорный печной шамот для строительства каминов и печей
- Керамические трубы для конструкций удаления продуктов сгорания
- Фасонные камни для печных и каминных топок